# Flaten, Värmland
Flaten är en sjö i Torsby kommun i Värmland och ingår i Göta älvs huvudavrinningsområde. Sjön är 3,5 meter djup, har en yta på 0,943 kvadratkilometer och är belägen 87,1 meter över havet. Sjön avvattnas av vattendraget Röjdan. Vid provfiske har bland annat abborre, braxen, gers och gädda fångats i sjön.

## Delavrinningsområde
Flaten ingår i det delavrinningsområde (668178-133791) som SMHI kallar för Utloppet av Flaten. Medelhöjden är 123 meter över havet och ytan är 6,93 kvadratkilometer. Räknas de 39 avrinningsområdena uppströms in blir den ackumulerade arean 714,83 kvadratkilometer. Röjdan som avvattnar avrinningsområdet har biflödesordning 3, vilket innebär att vattnet flödar genom totalt 3 vattendrag innan det når havet efter 368 kilometer. Avrinningsområdet består mestadels av skog (61 procent) och öppen mark (11 procent). Avrinningsområdet har 1,02 kvadratkilometer vattenytor vilket ger det en sjöprocent på 14,7 procent.

## Fisk
Vid provfiske har följande fisk fångats i sjön:
- Abborre
- Braxen
- Gärs
- Gädda
- Löja
- Mört
- Gös